# Jørgen Stubberud
Jørgen Stubberud (Oppegård, 17 aprile 1883 – Romsås, 12 febbraio 1980) è stato un esploratore norvegese, ha partecipato alla spedizione Amundsen al Polo Sud.

## Biografia
Nato a Oppegård il 17 aprile (alcune fonti riportano il 19) 1883, conosce Roald Amundsen nella sua seconda casa a Svartskog nel 1909 mentre era impiegato come carpentiere nella riparazione di alcune vecchie abitazioni. Stubberud fece un così buon lavoro che Amundsen gli chiese di costruire Framheim nel suo giardino descrivendo sommariamente la struttura:
(Roald Amundsen)
Quando il lavoro fu completato Amundsen, soddisfatto dell'opera, la smontò per caricarla sulla nave Fram ed utilizzarla nella sua spedizione come base invernale. Stubberud colse l'opportunità di far parte del gruppo di Amundsen e, dopo aver chiesto il permesso alla moglie, firmò un contratto che lo legava ad Amundsen per i successivi sette anni.
Stubberud venne assegnato al primo gruppo di 8 uomini che tentò invano di raggiungere l'Antartide l'8 settembre 1911. A causa del brusco abbassamento della temperatura furono in grado di raggiungere soltanto il deposito sito ad 80° sud, e due uomini rischiarono la vita. Per questo fatto Amundsen venne duramente criticato da Hjalmar Johansen che aveva precedenti esperienze in Artide acquisite con Fridtjof Nansen. Amundsen decise allora di riogranizzare il team per il Polo Sud riducendone il numero a soli cinque uomini, ed assegnando a Stubberud, Johansen e Kristian Prestrud all'esplorazione della terra re Edward VII.
Negli anni successivi Stubberud ha sempre parlato bene di Amundsen, ma concordava che esso non aveva gestito bene la disputa con Johansen.
Negli ultimi anni di vita Stubberud visse a Romsås nei pressi di Oslo lavorando come ufficiale doganale.